# Gerhard Heer
Gerhard Heer (Tauberbischofsheim, 1955. december 19. –) olimpiai bajnok német párbajtőrvívó.